# Menosoma cincta
Menosoma cincta är en insektsart som beskrevs av Henry Fairfield Osborn och Ball 1898. Menosoma cincta ingår i släktet Menosoma och familjen dvärgstritar.

## Underarter
Arten delas in i följande underarter:
- M. c. mexicana
- M. c. binaria